# Duanesburg
Duanesburg és una concentració de població designada pel cens dels Estats Units a l'estat de Nova York. Segons el cens del 2000 tenia 339 habitants.

## Demografia
Segons el cens del 2000, Duanesburg tenia 339 habitants, 153 habitatges, i 93 famílies. La densitat de població era de 50,9 habitants per km².
Dels 153 habitatges en un 26,8% hi vivien nens de menys de 18 anys, en un 46,4% hi vivien parelles casades, en un 0% dones solteres, i en un 39,2% no eren unitats familiars. En el 32,7% dels habitatges hi vivien persones soles l'11,8% de les quals corresponia a persones de 65 anys o més que vivien soles. El nombre mitjà de persones vivint en cada habitatge era de 2,22 i el nombre mitjà de persones que vivien en cada família era de 2,8.
Per edats la població es repartia de la següent manera: un 20,6% tenia menys de 18 anys, un 7,4% entre 18 i 24, un 33% entre 25 i 44, un 28,9% de 45 a 60 i un 10% 65 anys o més.
L'edat mediana era de 38 anys. Per cada 100 dones de 18 o més anys hi havia 99,3 homes.
La renda mediana per habitatge era de 54.519 $ i la renda mediana per família de 59.844 $. Els homes tenien una renda mediana de 40.278 $ mentre que les dones 29.375 $. La renda per capita de la població era de 28.088 $. Cap de les famílies i l'1,7% de la població estaven per davall del llindar de pobresa.